# Allopauropus milloti
Allopauropus milloti är en mångfotingart som beskrevs av Paul Auguste Remy 1945. Allopauropus milloti ingår i släktet småfåfotingar, och familjen fåfotingar. Inga underarter finns listade i Catalogue of Life.